# Norwegische Marine
Die Kongelige Norske Marine (deutsch Königlich Norwegische Marine, englisch Royal Norwegian Navy) bildet mit 3.350 Soldaten neben der Küstenwache (kystvakt, 2020: 812 Personen) einen Teil der norwegischen Seestreitkräfte.

## Flotte
Zur Erfüllung ihrer Aufgaben verfügt die norwegische Marine über folgende Schiffe:
- 6 U-Boote der Ula-Klasse
- 4[3][4] von 5 Fregatten der Fridtjof-Nansen-Klasse
- 6 Flugkörperschnellboote (Küstenkorvetten, norwegisch: Kystkorvett) der Skjold-Klasse (Katamarane nach dem SES-Konzept mit Stealth-Eigenschaften)
- 6 Minenräumboote (je drei der Alta- und Oksøy-Klasse)
- 20 S90N-Landungsboote
- 1 Versorgungsschiff Maud
- 1 Berge- und Schleppschiff (Valkyren)
- 2 Überwachungsschiffe, dem Umweltministerium unterstellt
- 1 Nachrichtenschiff (Marjata)
- 2 Schulschiffe

### Norge
Die königliche Yacht Norge ist Eigentum der norwegischen Königsfamilie und wird von der norwegischen Marine betrieben.

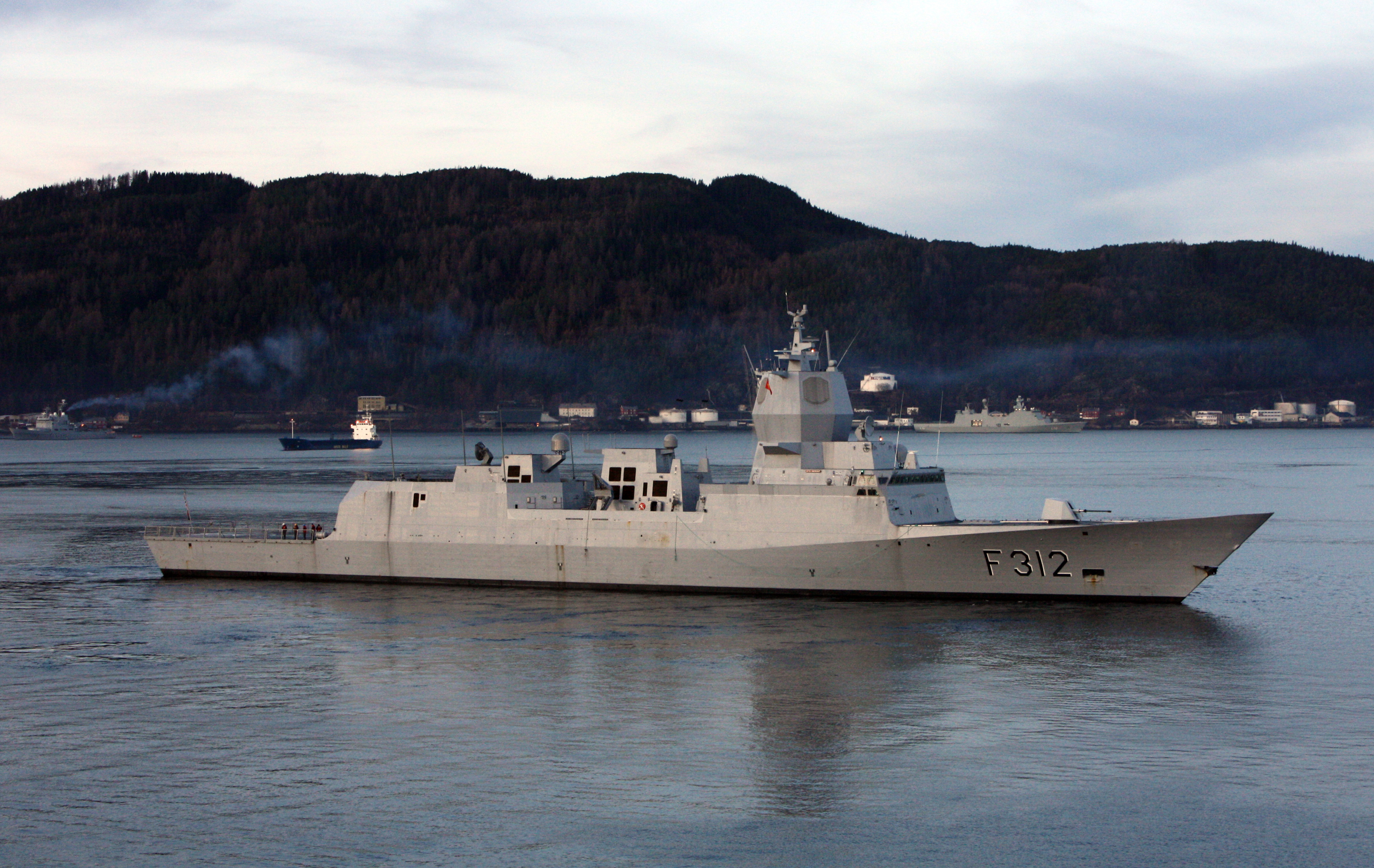
Fregatte Otto Sverdrup
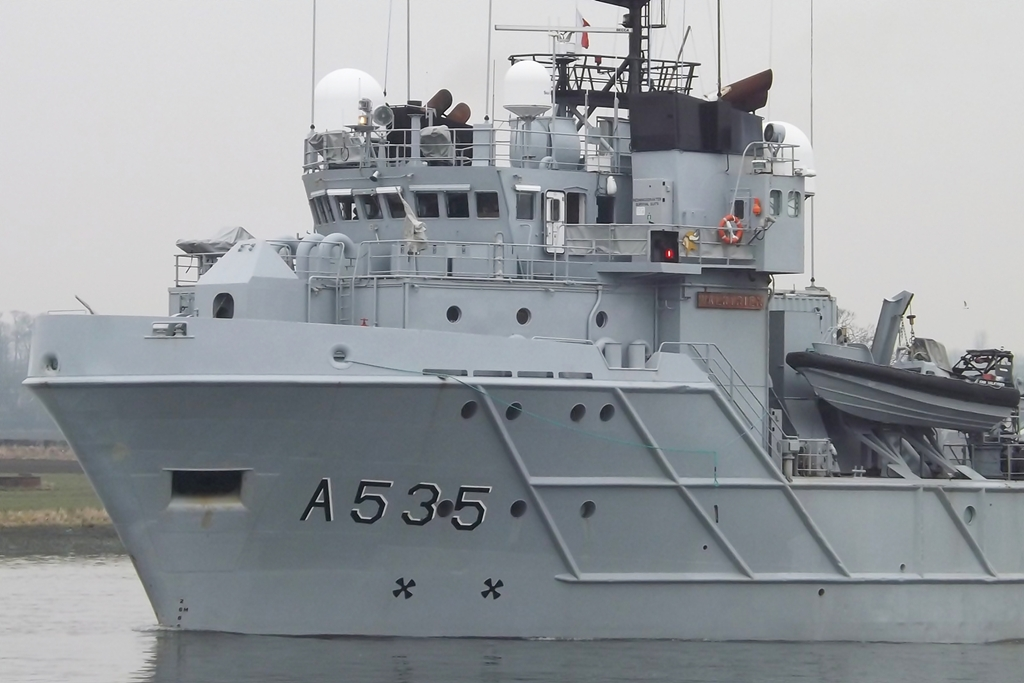
Berge- und Schleppschiff Valkyrien
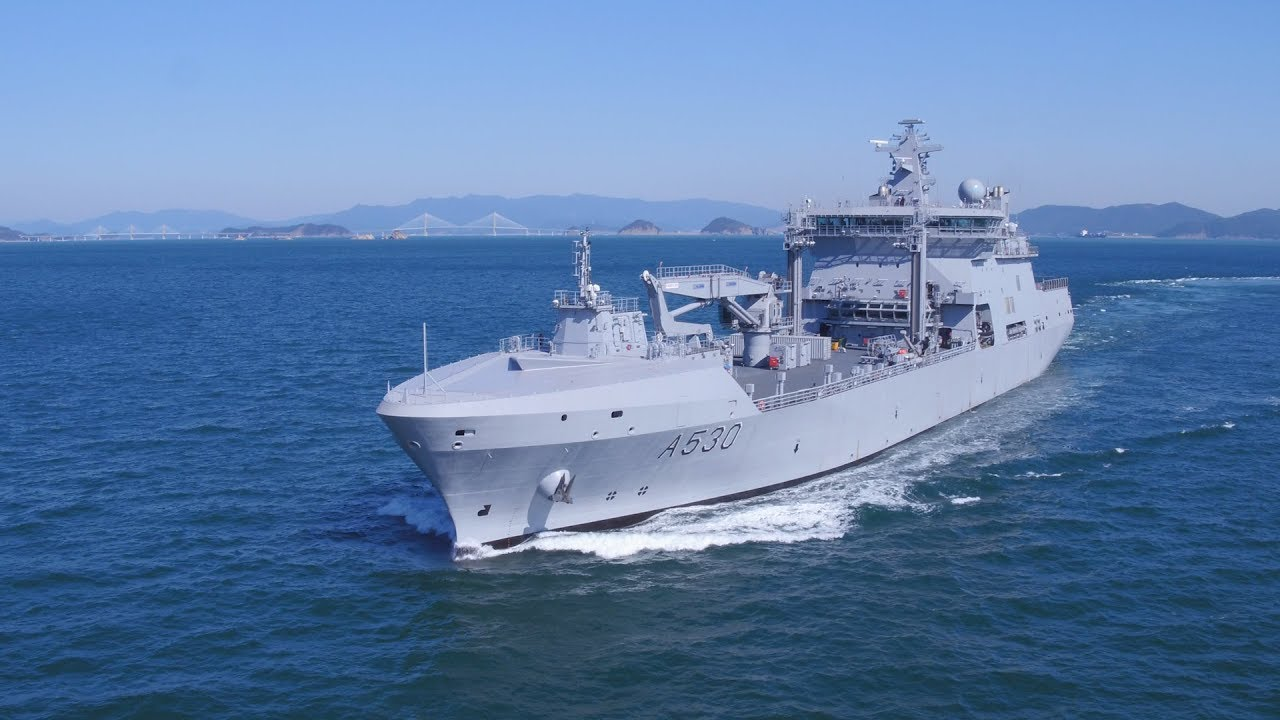
Versorgungsschiff Maud

Außerdem gibt es je eine Einheit Marineinfanterie (Kystjegerkommandoen), Kampfschwimmer (Marinejegerkommandoen) und Minentaucher.

### Heimwehr
Eine wichtige Rolle im Reservewesen der norwegischen Marine bilden die Heimevernet (dt. Heimwehr). Im Bereich der Marine stellt sie vier Eingreifkompanien mit je 450 Soldaten, denen zwei Nornen-Patrouillenboote und neun kleinere Boote zur Verfügung stehen. Zusätzlich können bei Bedarf zivile Schiffe eingezogen werden.

### Stützpunkte
Neben dem Hauptquartier in Oslo verfügt die Marine noch über Marinestützpunkte in Haakonsvern bei Bergen und Ramsund. Für die umfangreiche Flotte an kleineren Schiffseinheiten waren im Kalten Krieg zusätzliche verbunkerte Liegeplätze in schwer zugänglichen Gebieten (Fjorde, Steilküsten) angelegt worden, diese werden aber nicht mehr genutzt.

## Küstenverteidigung
Die Küstenverteidigung betreibt neun Küstenforts, in ihr dienen zurzeit 1.350 Wehrpflichtige.

## Verbindung zur Handelsmarine
Schiffe der Handelsmarine, die von Reserveoffizieren als Kapitän gefahren werden, führen die norwegische Staats- und Kriegsflagge.